# Хунанська м'якотіла черепаха
Хунанська м'якотіла черепаха (Pelodiscus axenaria) — вид черепах з родини трикігтевих черепах (Trionychidae).

## Опис
Зовнішньо значною мірою схожий на вид Китайська м'якотіла черепаха, з якими може утворювати гібриди. Розміром менша за останню. Відрізняється від інших видів переважно за мітохондріальними лініями. Забарвлення темно-оливкового кольору, карапакс поцятковано темними, переважно чорними, крапочками, що розкидані нерівномірно.

## Спосіб життя
Це маловідомий вид, його біологія погано досліджена. Воліє до прісних водойм, насамперед річок та боліт. Полюбляє зариватися у ґрунт, з яким зливається за кольором. Полює із засідки на рибу й молюсків.
Є яйцекладною черепахою.
Вживається у китайській кухні.

## Поширення
Ендемік КНР. Зустрічається в повітах Таоюань, Пінцзян, Ручен, Лінлін і Шаоян провінції Хунань, а також в провінції Цзянсі.